# 宽甸满族自治县
宽甸满族自治县是中华人民共和国辽宁省丹东市下辖的一个自治县，在丹东市东部、鸭绿江北岸，邻接吉林省。自治县人民政府驻宽甸镇。

## 行政区划
下辖19个镇、2个乡、1个民族乡：
宽甸镇、灌水镇、硼海镇、红石镇、毛甸子镇、长甸镇、永甸镇、太平哨镇、青山沟镇、牛毛坞镇、大川头镇、青椅山镇、杨木川镇、虎山镇、振江镇、步达远镇、大西岔镇、八河川镇、双山子镇、石湖沟乡、古楼子乡和下露河朝鲜族乡。
過往振安區的太平灣街道原是本縣的太平灣鎮，公元2000年水壩建成後，為方便管理，改屬振安區，成為了振安區的一塊飛地。

## 人口
根據第七次人口普查數據，截至2020年11月1日零時，寬甸滿族自治縣常住人口334636人。

## 交通
- 201国道过境。

## 旅游
- 虎山长城
- 一步跨